# Dangyang
Koordinaten: 30° 50′ N, 111° 47′ O
Dangyang (chinesisch 當陽市 / 当阳市, Pinyin Dāngyáng Shì) ist eine kreisfreie Stadt in der Provinz Hubei im Südosten der Volksrepublik China. Sie gehört zum Verwaltungsgebiet der bezirksfreien Stadt Yichang. Dangyang hat eine Fläche von 2.149 km² und 464.000 Einwohner (Stand: Ende 2019).

## Administrative Gliederung
Auf Gemeindeebene setzt sich Danyang aus drei Straßenvierteln und sieben Großgemeinden zusammen. Diese sind:
- Straßenviertel Yuyang (玉阳街道), 120,9 km², 99.144 Einwohner, Zentrum, Sitz der Stadtregierung;
- Straßenviertel Baling (坝陵街道), 168,2 km², 55.111 Einwohner;
- Straßenviertel Yuquan (玉泉街道), 265 km², 44.217 Einwohner;
- Großgemeinde Lianghe (两河镇), 90,3 km², 36.346 Einwohner;
- Großgemeinde Herong (河溶镇), 221,5 km², 58.120 Einwohner;
- Großgemeinde Yuxi (淯溪镇), 374,3 km², 55.366 Einwohner;
- Großgemeinde Miaoqian (庙前镇), 332,2 km², 40.615 Einwohner;
- Großgemeinde Wangdian (王店镇), 264,9 km², 39.603 Einwohner;
- Großgemeinde Banyue (半月镇), 217,3 km², 31.978 Einwohner;
- Großgemeinde Caobuhu (草埠湖镇), 97,8 km², 25.215 Einwohner.

## Geschichte
Im Jahr 219, dem zweitletzten Jahr der Han-Dynastie, wurde der General Guan Yu in der Nähe der Stadt Mai getötet. Sein Kopf wurde zu Cao Cao gebracht, der einen hölzernen Körper von Guan Yu anfertigen und bei Luoyang bestatten ließ. Der wirkliche Körper von Guan Yu wurde aber in Dangyang begraben. In der Sui-Dynastie wurde Guan Yu sehr verehrt, schließlich 1536 in der Ming-Dynastie wurde für ihn ein großer Tempel errichtet, das Guanling. Diese Grabstätte ist immer noch erhalten und wichtigste Sehenswürdigkeit der Stadt.
Am 11. August 2016 starben bei einer Explosion eines Kohlekraftwerks in Dangyang mindestens 21 Menschen, fünf weitere Personen wurden zum Teil schwer verletzt.